# Alyxia bracteolosa
Alyxia bracteolosa là một loài thực vật có hoa trong họ La bố ma. Loài này được Rich. ex A.Gray mô tả khoa học đầu tiên năm 1862.